# Battaglia del Bagaglio
La battaglia del Bagaglio (in arabo ﻳﻮﻡ ﺍلاﺛﻘﺎﻝ‎?, Yawm al-athqāl, ossia "Giornata dei bagagli") fu combattuta tra le forze del califfato omayyade di Damasco e i turchi Turgesh nel settembre-ottobre 737. 
Gli Omayyadi, al comando del governatore del Khorasan, Asad ibn 'Abd Allah al-Qasri, avevano invaso il Principato di Khuttal in Transoxiana, e il principe locale chiese soccorso ai Turgesh.
L'esercito omayyade si ritirò precipitosamente prima dell'arrivo dei Turgesh, riuscì ad attraversare il fiume Oxus appena in tempo, mentre la sua retroguardia impegnava combattimento coi sopraggiungenti Turgesh. Questi ultimi attraversarono il fiume immediatamente dopo gli Omayyadi e attaccarono gli apparati logistici che gli Arabi si portavano dietro, che erano state staccate dalle forze combattenti arabe, e se ne impadronirono. Il grosso dell'esercito omayyade reagì, cercò d'impedirlo, ma nel combattimento che ne seguì soffrì gravi perdite. Il fallimento della campagna omayyade significò il completo collasso del controllo arabo-islamico nell'Alta Valle dell'Oxus e aprì lo stesso Khorasan ai Turgesh.

## Antefatti
La regione della Transoxiana era stata conquistata dagli Arabi musulmani all'epoca di Qutayba ibn Muslim, nel 705-715, subito dopo la conquista islamica della Persia e del Khorasan a metà del VII secolo. la lealtà degli indigeni iranici transoxiani e delle popolazioni turche in età omayyade rimase tuttavia precaria e nel 719 i vari aristocratici transoxiani invocarono con un loro apposito messaggio la corte cinese Tang e i loro vassalli Turgesh perché intervenissero militarmente contro il califfato in quelle regioni centro-asiatiche. Rispondendo all'appello, dal 720 i Turgesh lanciarono una serie di attacchi contro i musulmani in Transoxiana, cui s'aggiunsero rivolte delle locali popolazioni sogdiane. I governatori omayyadi tentarono inizialmente di reprimere quei moti, ma il controllo della Valle del Ferghana fu perduto e nel 724 gli Arabi patirono una disastrosa sconfitta in quello che fu chiamato "Giorno della sete").
Gli sforzi poco convinti del governo omayyade per placare le popolazioni del luogo e ottenere il loro appoggio fallirono rapidamente e la mano pesante degli Arabi conquistatori alienò loro le simpatie delle élite locali. Conseguentemente, nel 728, un'insurrezione su vasta scala in Transoxiana esplose col sostegno dei pagani Turgesh, conducendo il Califfato a perdere la maggior parte del Paese, eccezion fatta per la regione attorno a Samarcanda.
I musulmani subirono un altro importante rovescio nella battaglia della strettoia del 731, in cui persero la vita 20 000-30 000 uomini, paralizzando il locale esercito khorasanico arabo, tanto che le autorità califfali furono costrette a chiedere il trasferimento di nuove truppe dall'Iraq.
Negli anni seguenti questa battaglia, anche Samarcanda fu perduta e i Sogdiani, sotto Ghurak, recuperarono la loro indipendenza, mentre l'attività militare musulmana a nord del fiume Oxus fu pesantemente ridotta. Quel poco di campagna militare che si riuscì a organizzare, citata dalle fonti contemporanee come precedente al 735, riguardò le operazioni miranti a conservare con le buone o le cattive la labile fedeltà dei principati del Ṭokhāristān nell'alto corso della vallata dell'Oxus. Per giunta, le autorità omayyadi erano fortemente preoccupate per la ribellione di al-Ḥārith b. Surayj, esplosa ai primi del 734 e diffusasi rapidamente, in grado di ottenere il sostegno di gran parte della popolazione iranica indigena.
A un certo punto, l'esercito ribelle giunse a minacciare la stessa capitale provinciale di Marw e solo l'arrivo dell'abile ed esperto Asad ibn 'Abd Allah al-Qasri, che aveva già servito in Khorasan come governatore nel 725-727 e che aveva portato con sé 20 000 veterani siriani di indiscussa lealtà, riuscì a rovesciare la situazione, consentendo di reprimere la ribellione di al-Ḥārith, sebbene lo stesso leader ribelle riuscisse a rifugiarsi nel Badakhshān. Nel corso del 736 Asad si dedicò a questioni di tipo amministrativo nella sua provincia, la più importante delle quali fu la ricostruzione di Balkh, in cui egli aveva deciso di trasferire la propria sede. Nel frattempo Asad inviò al-Junayd al-Kirmānī contro ciò che restava dei seguaci di al-Ḥārith. Junayd riuscì a cacciare il ribelle dalle sue roccaforti nell'Alto Ṭokhāristān e Badakhshān.

## La battaglia
Nel 737 Asad avviò una campagna militare nei territori del principato di Khuttal, i cui governanti avevano appoggiato i Turgesh e la rivolta di al-Ḥārith. Asad ebbe inizialmente successo, ma il Reggente khuttaliano, Ibn al-Sāʾijī, invocò l'intervento dei Turgesh in suo soccorso. Mentre l'esercito musulmano era sparpagliato per saccheggiare, il khagan Turgesh Su Lu giunse con le sue forze, che si disse fossero composte da circa 50 000 uomini, muovendo dalla sua capitale di Tokmok alla volta di Khuttal in appena 17 giorni.
Ibn al-Sāʾijī, che tentava di fare il doppio gioco, informò Asad della spedizione dei Turgesh solo poco prima del loro arrivo. Asad ebbe sufficiente tempo per inviare il suo convoglio di bagagli militari, composti dal bottino e dai prigionieri presi in Khuttal, verso sud, sotto il comando di Ibrāhīm b. ʿĀṣim al-ʿUqaylī,scortato dal contingente fornito dal più importante principato alleato di al-Ṣaghāniyān.
Asad col resto del grosso dell'esercito musulmano restò indietro, ma all'arrivo della schiera dei Turgesh, le truppe di Asad ruppero in una fuga disordinata verso l'Oxus, cercando di raggiungerlo prima dei Turgesh. L'attraversamento del fiume avvenne nel caos, dal momento che Asad ordinò a ogni soldato di portare con sé una delle pecore che l'esercito aveva requisito come propria vettovaglia. Alla fine le pecore dovettero essere abbandonate quando gli inseguitori Turgesh attaccarono sulla sponda settentrionale la retroguardia araba, composta da Azd e Tamim. Dal momento che la retroguardia fu respinta indietro, l'esercito di Asad si affrettò ad attraversare il fiume in preda al panico.
Una volta a sud del fiume, Asad, credendo di essere salvo dal pericolo di un inseguimento da parte nemica, ordinò ai suoi uomini di drizzare un accampamento e spedì ordini a Ibrāhīm b. ʿĀṣim di fermare il convoglio dei bagagli e di accamparsi. Il khaghan dei Turgesh, dopo essersi consultato coi comandanti locali, seguì il consiglio del governante di al-Ishtīkhan e guidò il suo esercito nell'attraversamento in massa dell'Oxus. Di fronte alla carica su larga scala dei Turgesh e della cavalleria dei loro alleati, gli Arabi sgomberarono il loro accampamento. I Turgesh attaccarono il campo ma furono messi in fuga dopo uno scontro in cui, secondo Ṭabarī, i servitori degli Arabi indossarono i basti dei cavalli come armature e utilizzarono i pioli delle tende per colpire i volti dei cavalieri nemici.
Durante la notte i Turgesh partirono, cavalcando verso sud per catturare il convoglio delle prede arabe. Ibrāhīm b. ʿĀṣim aveva fatto scavare una trincea attorno al suo accampamento e le sue truppe riuscirono a respingere i primi attacchi degli alleati del khaghan. Poi il khagan, dopo aver scalato una collina e cercato di scorgere un varco per impadronirsi del convoglio con le prede preso a suo tempo dagli Arabi, distaccò una parte dei suoi uomini per attaccare l'accampamento musulmano da dietro, concentrandosi sulle truppe iraniche alleate provenienti da al-Ṣaghāniyān, mentre il resto dell'esercito attaccava frontalmente i musulmani.
L'attacco Turgesh annichilì quasi i difensori: la massima parte delle truppe di al-Ṣaghāniyān, tra cui il loro principe, il Ṣaghān Khudhāh, perse la vita e i Turgesh s'impadronirono di gran parte del convoglio delle prede. Solo l'arrivo di Asad col grosso dell'esercito arabo salvò i superstiti del convoglio delle prede belliche dalla totale distruzione. Secondo il racconto di Ṭabarī, i Turgesh lanciarono un altro attacco infruttuoso contro l'accampamento di Asad il giorno seguente, 1º ottobre 737, quindi si allontanarono.

## Conseguenze
Mentre le forze arabe tornavano nelle loro basi a Balkh, i Turgesh svernarono in Ṭokhāristān, dove furono raggiunti da al-Ḥārith b. Surayj. La campagna militare era stata un disastro per Asad e la sua armata in buona parte siriana; il controllo islamico a nord dell'Oxus era collassato del tutto e, mentre il Governatore arabo fu capace di evitarne la completa distruzione, dovette però subirne le notevoli perdite. TLe perdite sofferte dai Siriani al comando di Asad nella campagna del 737 in Khuttal furono pesantissime sul lungo periodo, dal momento che le componenti siriane erano il pilastro su cui si poggiava il regime omayyade. Il loro declino quantitativo in Khorasan significava che gli arabi nati in Khorasan non potevano a lungo essere più controllati con la forza. Ciò spalancò la via alla nomina di un Governatore arabo nativo del Khorasan, Nasr ibn Sayyār, che potesse succedere ad Asad. Tuttavia la Rivoluzione abbaside era già alle porte e il regime omayyade cominciava a vacillare, per crollare di lì a pochi anni.
Dal momento che gli Arabi non conducevano per abitudine operazioni militari durante l'inverno (che in quelle regioni era anche allora particolarmente rigido), Asad smobilitò i suoi uomini. Su pressione di al-Ḥārith, però, il khagān Turgesh decise di lanciare un attacco invernale a sud dell'Oxus, sperando di sollevare in rivolta anti-araba le popolazioni locali. In questo egli sapeva di poter contare non solo su al-Ḥārith e i suoi seguaci, ma anche dalla grande maggioranza dei nobili indigeni della Sogdiana e del Ṭokhāristān. Asad mobilitò in tutta rapidità le sue forze e operò per catturare lo stesso khagan con una piccola aliquota dei suoi soldati e sconfiggerli a Khāristān. Sebbene il khagān e al-Ḥārith sfuggissero alla cattura, la battaglia inflisse un duro colpo al prestigio del khagān e l'assassinio di Su Lu da parte di un suo rivale poco tempo dopo salvò i musulmani dal disastro.
Sotto il successore di Asad, Nasr ibn Sayyār, gli eserciti arabi ripresero il controllo di gran parte della Transoxiana e con la battaglia del Talas nel 751 ebbe per sempre termine l'influenza cinese nell'Asia centrale e il dominio islamico nella regione fu così assicurato stabilmente.